# Ringo Lam
Ringo Lam, eigenlijk Ringo Lam Ling Hung (Hongkong, 8 december 1955 – aldaar, 29 december 2018), was een filmregisseur en -producent uit Hongkong.

## Biografie
De filmcarrière van Lam begon in 1973, toen hij acteerlessen nam bij het acteurstrainingsprogramma van TVB (het televisiebedrijf van Shaw Brothers). Hier zat hij in de klas bij Chow Yun-Fat, met wie hij bevriend raakte. Ringo Lam was er al snel achter dat acteren niet zijn ding was en werd productie-assistent bij TVB. In 1978 vertrok hij naar Canada, waar hij naar de filmschool van de York Universiteit ging. Na drie jaar keerde hij terug naar Hongkong. Samen met andere regisseurs die in het westen hadden gestudeerd, vormde hij de zogenaamde 'New Wave', een groep vernieuwende regisseurs waartoe ook Tsui Hark en John Woo behoorden. Zijn eerste film was Esprit d'amour uit 1983, die hij overigens alleen maar afmaakte, omdat de originele regisseur was vertrokken.
De eerste film waarin hij zijn eigen gang mocht gaan was City on Fire uit 1987, waarin Chow Yun-Fat de hoofdrol speelde. Veel elementen uit deze film werden later door Quentin Tarantino gebruikt in zijn debuutfilm Reservoir Dogs (1992). De volgende film van Ringo Lam was Prison on Fire, ook weer met Chow Yun-Fat. Na wat mindere films was hij een beetje uit de gratie bij de studiobazen, maar zijn vriend Chow Yun-Fat (die inmiddels dankzij films als The Killer en A Better Tomorrow een superster was geworden) hielp hem door te eisen dat Lam de regie voor zijn volgende film Full Contact zou doen. Daarna kon hij de voor Hongkong-begrippen erg dure film Burning Paradise maken. Deze film kreeg goede kritieken, maar bracht minder op dan de 4 miljoen dollar die hij had gekost. Hierdoor lag hij niet meer zo goed bij de Hongkongse filmstudio's, dus toen hij het aanbod kreeg om in de Verenigde Staten een film te regisseren, ging hij daar op in. Dit werd Maximum Risk, met Jean-Claude Van Damme in de hoofdrol.
Daarna maakte hij in Hongkong de misdaadfilm Full Alert, die goed ontvangen werd. Na twee mindere films in Hongkong, maakte hij in 2001 weer een Amerikaanse film: Replicant, weer met van Damme. Hierop volgden Finding Mr. Perfect (Hongkong) en zijn derde samenwerking met Jean-Claude van Damme In Hell (2003). In 2007 bracht Lam Tie saam gok (Traingle) uit.
Lam overleed in 2018 op 63-jarige leeftijd.